# Marquesat de Moragas
El Marquesat de Moragas és un títol nobiliari pontifici creat pel papa Pius IX l'1 de febrer de 1876 a favor de Maria de la Consolació de Moragas i de la Quintana (vídua de Joaquim Castanyer i Molet i de Josep Rufí Vidal i Nadal) i a favor de la seva filla Maria de la Consolació Vidal i de Moragas, i dels seus descendents en la línia primogènita i masculina.
La seva denominació es refereix al cognom familiar.
El seu ús a Espanya va ser autoritzat pel rei Alfons XII mitjançant Reial Autorització de data 18 de maig de 1876.

## Marqueses de Moragas
|                     | Titular                                            | Periodo             |
| Creació per Pius IX | Creació per Pius IX                                | Creació per Pius IX |
| ------------------- | -------------------------------------------------- | ------------------- |
| I                   | Maria de la Consolació de Moragas i de la Quintana | 1876-1904           |
| II                  | Maria de la Consolació Vidal i de Moragas          | 1904-1948           |

## Història dels marquesos de Moragas
- Maria de la Consolació de Moragas i de la Quintana (26 de setembre de 1828 - 9 de febrer de 1904), I marquesa de Moragas.

1. Va casar en primeres núpcies amb Joaquim Castanyer i Molet.
2. Va casar en segones núpcies, el 6 de març de 1861, amb Josep Rufí Vidal i Nadal, del qual matrimoni va néixer la seva filla Maria de la Consolació Vidal i de Moragas.

Li va succeir la seva filla, a tenor dels disposat en el Breu de Pius IX de constitució del títol (1 de febrer de 1876), i autorització del seu ús a Espanya per Reial Autorització de data 30 de juliol de 1904:
- Maria de la Consolació Vidal i de Moragas[4] (4 de gener de 1862 - 8 d'octubre de 1948), II marquesa de Moragas, I marquesa de Gelida

1. Casada, el 23 d'abril de 1880, con Joaquim Jover i Costa (1854-1922),[5]  I marquès de Gelida, propietari de la naviliera Hijos de J. Jover Serra[6] i de la fàbrica paperera La Gelidense, en el municipi de Gelida (Alt Penedès).

Del seu matrimoni va néixer la seva filla Consol Jover i Vidal (29 de gener de 1881 - 10 d'agost de 1957), emmanilla -1901- d'Eusebi Güell i López (31 de desembre de 1877 - 3 de juliol de 1955), II vescomte de Güell.
Sense successió, doncs l'Acte constitutiu del títol establia la successió en la línia primogènita i masculina de Maria de la Consolació Vidal i Moragas, condició que no es va donar.

## Blasó
≪En camp d'or, un arbre de sinople, terrasat del mateix; bordura de plata, amb vuit erminis de sabre.≫